# Departamento Río San Juan
Das Departamento Río San Juan ist einer von 15 Verwaltungsbezirken Nicaraguas. 
Es ist nach dem gleichnamigen Fluss benannt, der an der Hauptstadt des Departamentos San Carlos als Abfluss des Nicaraguasees seinen Ausgang nimmt und knapp 200 km östlich bei San Juan del Norte in das Karibische Meer mündet. Der Río San Juan bildet auch die Grenze zu Costa Rica. Ebenfalls zur Region gehört das aus 36 Inseln bestehende Archipel der Inseln von Solentiname im Nicaraguasee. Im Osten der Region zur Karibik hin liegt ein großes Naturschutzgebiet, das Reserva Biológica Indio-Maíz. 
In dem Departamento leben rund 98.000 Einwohner (Berechnung 2006), es ist damit der Verwaltungsbezirk mit den wenigsten Einwohnern. Die Fläche beträgt 7.473 km².
Die 1949 gegründete Stadt San Carlos liegt am Ufer des Nicaraguasees und hat rund 30.500 Einwohner, sie ist das wirtschaftliche und verwaltungstechnische Zentrum der Region. Zweitgrößter Ort ist San Miguelito mit etwa 16.257 Einwohnern. Etwa 70 % der Bewohner der Region Río San Juan leben in bäuerlichen Strukturen auf dem Land, meistens in Subsistenzwirtschaft vom Anbau von Mais, Bohnen und Reis; etwa 30 % in San Carlos.

## Municipios
Zum Departamento Río San Juan gehören folgende Municipios:
1. San Carlos
2. El Almendro
3. El Castillo
4. Morrito
5. San Juan de Nicaragua
6. San Miguelito

Koordinaten: 11° 19′ N, 84° 42′ W